# 言語学上の未解決問題
本項では現在における言語学上の未解決問題（げんごがくじょうのみかいけつもんだい）について述べる。
以下の問題のうちのいくつかは、一般的に未解決問題であると認められている。つまり、解が分かっていないことが一般的に同意されている。一方でいくつかは論争がある。つまり、一般的に合意された答えはないが、正解を得たと信じている学派がある。

## 概念
- 語の普遍的定義はあるか。
- 文の普遍的定義はあるか。
- 普遍的な文法範疇はあるか。
- 語に含まれる要素（形態素）と文に含まれる要素（統語成分）は同じ原則に従っていることを示すことができるか。
- 形式的に言語と言語の境を定めることは可能か。すなわち、それぞれの標準的な形の間に方言連続体がある、二つの密接に関連した言語（たとえばオック語とカタルーニャ語）の間にはっきりした境界線を描くのに、（社会的な基準でなく）言語学的基準を使うことは可能か。
- 文法化はどのように働くか。
- クレオール言語はどのように生じるか。

## 言語の歴史
- 何世紀にもわたって関心を集めているにもかかわらず、言語の起源と言語能力の起源は大未解決問題である[1][2][3][4]。
- 人類祖語、大語族
- 未分類の言語 - 大部分は信頼できるデータ不足のために、系統樹に加えられていない言語
- 未解読文字

## 心理言語学
- 言語の起源:
  - 文法の起源[5]
- 言語獲得:
  - 幼児期における言語獲得、つまり第一言語の獲得についての論争。言語を学ぶことができる幼児とはどのようであるか。これには二つの見解がある。生得論すなわち言語能力は人間の脳において生れつき備わっているとする説と、「タブラ・ラーサ」つまり「磨かれた円盤」であって、言語は脳と環境の相互作用によって得られるとする説である。言い換えるならば「氏か育ちか」ということである。
  - 人間の構文を使う能力が生得的な心的構造に基づくのか、構文的発話は知性および他者との相互活動との結果なのか。この問題は言語の発生と獲得に密接な関連がある。
  - 言語獲得装置: 脳の内部で言語は、どのくらい一部に限定されるか。言語能力の発達の原因となる脳の部位があるのか、それは一部だけに限定されるのか。
  - 学習者の成績に大きな差があるのに、なぜ、第二言語習得における最終的な到達点は通常しばらくの間母語話者の能力に満たないのか。
  - 動物の言語: 動物はどれくらいの言語（例えば統語論において）をの使い方を教わることができるか。動物のコミュニケーションはどのくらい、人間の言語（例えば統語論において）と同じ特徴があると言えるか。
- 全体的な問題として: 以上の問題に答えるための倫理的な心理言語学的実験を設計できるか。

## 翻訳
- 翻訳者はなにを守るべきか。忠実さか、わかりやすさか。
- 翻訳の品質には客観的尺度があるか[6]。

## 注
1. ↑  Givon, Talmy; Bertram F. Malle (2002). The Evolution of Language Out of Pre-language. John Benjamins. ISBN 1-58811-237-3
2. ↑  Deacon, Terrence (1997). The Symbolic Species: The Co-evolution of Language and the Brain. W.W. Norton. ISBN 0-571-17396-9
3. ↑  MacNeilage, Peter, 2008. The Origin of Speech. Oxford: Oxford University Press.
4. ↑  Botha, R. and C. Knight (eds) 2009. The Cradle of Language. Oxford: Oxford University Press.
5. ↑  "Simulated Evolution of Language: a Review of the Field", Journal of Artificial Societies and Social Simulation  vol. 5, no. 2
6. ↑  Robert Spence, "A Functional Approach to Translation Studies. New systemic linguistic challenges in empirically informed didactics", 2004, ISBN 3-89825-777-0, thesis. A pdf file